# Mário Bližňák
Mário Bližňák (Trenčín, 6 marzo 1987) è un hockeista su ghiaccio slovacco.

## Palmarès

### Mondiali
- 1 medaglia:
  - 1 argento (Finlandia/Svezia 2012)